# Autos de xoc

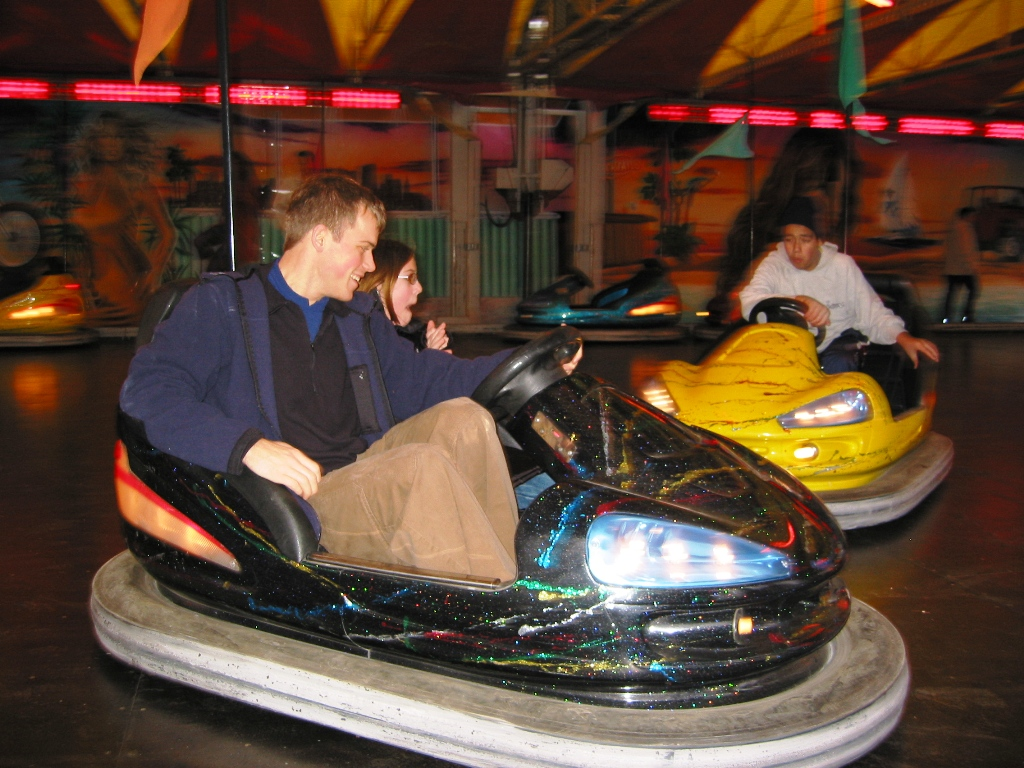
Un auto de xoc

Els autos de xoc o cotxes de xoc  són unes atraccions populars desenvolupades per als parcs d'atraccions i els parcs temàtics.
Es tracta de petits cotxets elèctrics, amb laterals protegits amb bandes de goma, circulant en un recinte tancat.
La diversió consisteix a conduir tot xocant o evitant les col·lisions amb els altres vehicles.
L'inventor va ser Victor Levand, que treballava a la General Electric.